# Ryu Han-su
Ryu Han-su (* 1. Februar 1988 in Daegu) ist ein südkoreanischer Ringer. Er wurde 2013 Weltmeister im griechisch-römischen Stil im Leichtgewicht.

## Werdegang
Ryu Han-su begann als Jugendlicher im Jahre 1999 mit dem Ringen. Er konzentrierte sich dabei auf den griechisch-römischen Stil. Als Sportstudent gehörte er dem Ringerclub der Kyungsung Universität an. Seine Trainer waren bzw. sind Young Tae, Kim Jin-kyu, Park Chi-ho und Lee Jung-sub. Seit Beendigung seines Studiums ist er Armeeangehöriger und gehört dem Verein Sangmu Seoul an.
Als Junior war er schon sehr erfolgreich. Im Jahre 2006 wurde er in Abu Dhabi asiatischer Juniorenmeister (Juniors) im Federgewicht. Im gleichen Jahr belegte er bei der Junioren-Weltmeisterschaft (Juniors) in Guatemala-Stadt in der gleichen Gewichtsklasse hinter Islambek Albijew, Russland und Soner Sucu, Türkei, den 3. Platz. Im Jahre 2007 kam er bei der Junioren-Weltmeisterschaft (Juniors) in Peking im Federgewicht hinter Rahman Bilici, Türkei und Ibragim Labasanow, Russland, wieder auf den 3. Platz. 2008 wurde er schließlich noch einmal asiatischer Juniorenmeister (Juniors) im Federgewicht vor Nurdaulet Jelmuratow, Kasachstan und Bishroi Basilal, Indien.
Den Übergang vom Spitzenringer im Juniorenalter zum Spitzenringer bei den Senioren gelang Ryu Han-su nicht problemlos. Deswegen schaffte er es in den Jahren 2009 bis 2012 nicht, sich in Südkorea für die Teilnahme an einer internationalen Meisterschaft zu qualifizieren. Das lag aber auch daran, dass die Konkurrenz im eigenen Land sehr groß ist. Es seien hier nur Kim Min-chul und der Olympiasieger von 2012 Kim Hyeon-woo genannt. Als Letzterer im Jahre 2013 vom Leichtgewicht in das Weltergewicht wechselte, wurde für Ryu Han-su der Weg in die südkoreanische Nationalmannschaft der Ringer im griechisch-römischen Stil frei. Er wurde dann im September 2013 bei der Weltmeisterschaft in Budapest im Leichtgewicht eingesetzt und trat dort hervorragend vorbereitet an. Mit Siegen über Sharur Wardanjan, Schweden, Matous Morbitzer, Tschechien, Sandeep Yadav, Indien und Aleksandar Maksimović, Serbien, schaffte er den Sprung in das Finale, in dem er Islambek Albijew gegenüberstand. In einem ausgeglichenen Gefecht, bei dem von beiden Ringer jeweils eine Runde gewonnen worden war, führte der Russe in der dritten Runde knapp nach Punkten. Etwa eine Minute vor dem Ende des Kampfes wurde Ryu Han-su vom Kampfrichter wegen Passivität zu Boden geschickt, womit Albijew die Chance erhielt, einen Griff anzusetzen und den Kampf so zu gewinnen. Albijew setzte diesen Griff aber nicht an, sondern reklamierte beim Mattenrichter mehrmals nacheinander die angeblich regelwidrige Stellung von Ryu Han-su. Das Kampfgericht forderte Albijew mehrere Male auf, den Kampf fortzusetzen, als dieser das dann immer noch nicht tat, wurde er disqualifiziert und Ryu Han-su wurde so Weltmeister.  
Im April 2014 belegte Ryu Han-su bei der Asienmeisterschaft in Almaty im Leichtgewicht mit drei Siegen und einer Niederlage gegen Chusram Obloberdijew aus Tadschikistan den 3. Platz. Im September 2014 nahm er auch an den Asienspielen in Incheon/Südkorea teil. Die Teilnahme an diesen Spielen waren für alle südkoreanischen Sportler enorm wichtig, so dass viele dafür auf einen Start bei der Weltmeisterschaft verzichteten. So auch Ryu Han-su. Er war dafür in Incheon erfolgreich und siegte dort im Leichtgewicht vor Ryūtarō Matsumoto aus Japan, Ri Hak-won aus Nordkorea und Afschin Bjabangard aus dem Iran.
Im Mai 2015 wurde er in Doha Asienmeister im Leichtgewicht vor Mohammadali Abdolhami Geraei aus dem Iran. Bei der sehr stark besetzten Weltmeisterschaft 2015 in Las Vegas besiegte Ryu Han-su im Leichtgewicht Zheng Pan, China, Artjom Surkow, Russland, Marius Thommesen aus Norwegen, Dominik Etlinger aus Kroatien und Mihran Harutjunjan aus Armenien und unterlag erst im Finale gegen Frank Stäbler aus Deutschland. Er wurde damit Vize-Weltmeister hinter Stäbler. 

## Internationale Erfolge
| Jahr | Platz | Wettbewerb                                              | Gewichtsklasse | Ergebnisse |
| 2006 | 1.    | Asiatische Juniorenmeisterschaft (Juniors) in Abu Dhabi | Feder          | vor Kairat Kasenow, Kirgisistan und Sia Elgsar, Syrien |
| 2006 | 3.    | Junioren-WM (Juniors) in Guatemala-Stadt                | Feder          | hinter Islambek Albijew, Russland und Soner Sucu, Türkei |
| 2007 | 3.    | Junioren-WM (Juniors) in Peking                         | Feder          | hinter Rahman Bilici, Türkei und Ibragim Labasanow, Russland |
| 2008 | 1.    | Asiatische Juniorenmeisterschaft (Juniors) in Doha      | Feder          | vor Nurdaulet Jelmuratow, Kasachstan und Bishroi Basilal, Indien |
| 2011 | 1.    | Großer Preis von Slowenien in Murska Sobota             | Feder          | vor Benjamin Sokman, Kroatien, Vlad Zarjuk, Israel und Rustam Chuchbarow, Russland |
| 2011 | 3.    | Dan Kolow & Nikola Petrow-Memorial in Sofia             | Feder          | hinter Iwo Angelow, Bulgarien und Ugur Tüfenk, Türkei |
| 2013 | 1.    | WM in Budapest                                          | Leicht         | nach Siegen über Sharur Wardanjan, Schweden, Matous Morbitzer, Tschechien, Sandeep Yadav, Indien, Aleksandar Maksimović, Serbien und Islambek Albijew                                            |
| 2014 | 3.    | Asienmeisterschaft in Almaty                            | Leicht         | nach Siegen über Hideuki Otizumi, Japan und Ri Hak-won, Nordkorea, einer Niederlage gegen Chusram Obloberdijew, Tadschikistan und einem Sieg über Ramin Taherisartang, Iran                      |
| 2014 | 1.    | Asienspiele in Incheon/Südkorea                         | Leicht         | vor Ryutaro Matsumoto, Japan, Ri Hak-won und Afschin Bjabangard, Iran |
| 2015 | 1.    | Asienmeisterschaft in Doha                              | Leicht         | vor Mohammadali Abdolhami Geraei, Iran, Zheng Pan, China und Demeu Schadrajew, Kasachstan |
| 2015 | 2.    | WM in Las Vegas                                         | Leicht         | nach Siegen über Zheng Pan, Artem Surkow, Russland, Marius Thommesen, Norwegen, Dominik Etlinger, Kroatien und Mihran Harutunjan, Armenien und einer Niederlage gegen Frank Stäbler, Deutschland |

Erläuterungen
- alle Kämpfe im griechisch-römischen Stil
- WM = Weltmeisterschaft
- Federgewicht, Gewichtsklasse bis 60 kg, Leichtgewicht, bis 66 kg und Weltergewicht, bis 74 kg Körpergewicht